# Вестерло
Вестерло (нидерл. Westerlo) — бельгийская коммуна в провинции Антверпен с населением в 23,4 тысяч человек. Коммуна расположена между Большой Нете на юге и Альберт-каналом на севере. В 24 км севернее от Вестерло находится Тюрнхаут, в 37 км на северо-запад — Антверпен, в 47 км на юго-запад — Брюссель.
Вестерло является родиной футбольного клуба «Вестерло».
Коммуна включает в себя семь населённых пунктов:
| Населённый пункт | Население (чел) |
| ---------------- | --------------- |
| Westerlo         | 3831            |
| Oevel            | 3454            |
| Tongerlo         | 4679            |
| Heultje          | 3973            |
| Voortkapel       | 2408            |
| Oosterwijk       | 2350            |
| Zoerle-Parwijs   | 2202            |

## Достопримечательности
- Замок Вестерло
- Аббатство Тонгерло, в котором сохранилась одна из наиболее удачных копий «Тайной вечери»